# Karl Pfretzschner
Karl Siegmund Pfretzschner (* 23. April 1810 in Stockheim; † 25. November 1878 in Kronach) war ein bayerischer Kaufmann und Bankier sowie Abgeordneter des deutschen Zollparlaments.

## Leben
Karl Pfretzschner besuchte das Gymnasium in Würzburg und studierte Medizin an den Universitäten Würzburg und München. Während seines Studiums wurde er 1829 Mitglied der Burschenschaft Germania zu Würzburg. Wegen seiner Verwicklung in den Frankfurter Wachensturm vom 3. April 1833 wurde er verhaftet und nach mehr als sechsjähriger Untersuchungshaft vom Oberappellationsgericht in München freigesprochen. Da er sein Medizinstudium nicht fortsetzen konnte, wechselte er ins Handelsfach und gründete 1843 in Kronach ein Metallwarengeschäft. Später betrieb er in Kronach eine Bank und ein Exportunternehmen.
Von 1868 bis 1870 gehörte Pfretzschner als Abgeordneter für den Wahlkreis Oberfranken 4 (Kronach, Staffelstein, Lichtenfels, Stadtsteinach, Teuschnitz) und die Bayerische Fortschrittspartei dem Zollparlament an.
Sein Cousin Adolph von Pfretzschner war seit den 1840er Jahren  bayerischer Staatsbeamter und von 1872 bis 1880 Vorsitzender des Bayerischen Ministerrates.